# Magnolia guangdongensis
Magnolia guangdongensis är en magnoliaväxtart som först beskrevs av Y.H.Yan, Q.W.Zeng och Fu Wu Xing, och fick sitt nu gällande namn av Hans Peter Nooteboom. Magnolia guangdongensis ingår i släktet Magnolia och familjen magnoliaväxter. Inga underarter finns listade i Catalogue of Life.